# Оберфеллах
Оберфеллах (нем. Obervellach) — ярмарочная коммуна (Marktgemeinde) в Австрии, в федеральной земле Каринтия.
Входит в состав округа Шпитталь-ан-дер-Драу. Население составляет 2450 человек (на 31 декабря 2005 года). Занимает площадь 104,41 км². Официальный код — 2 06 27.

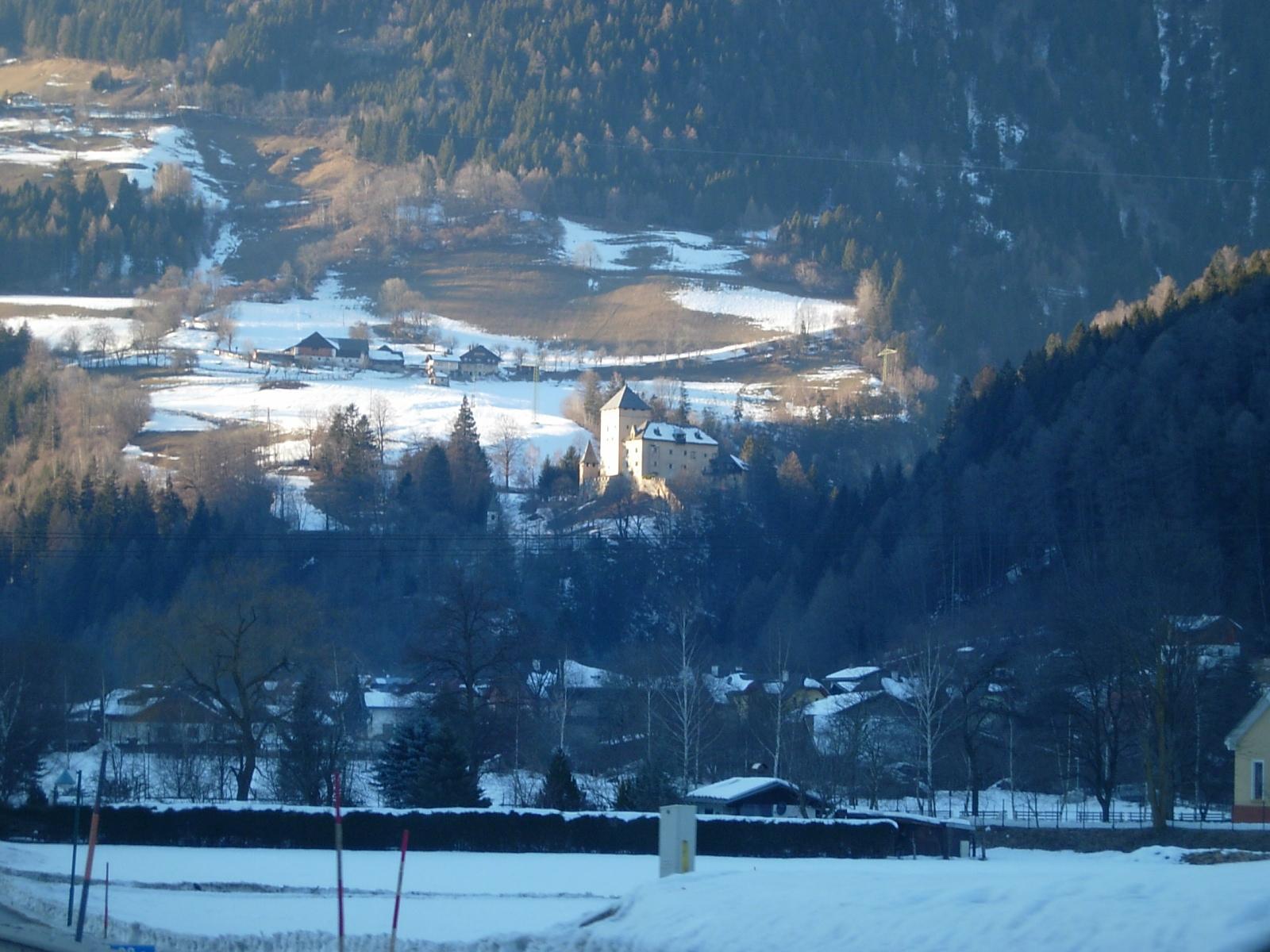

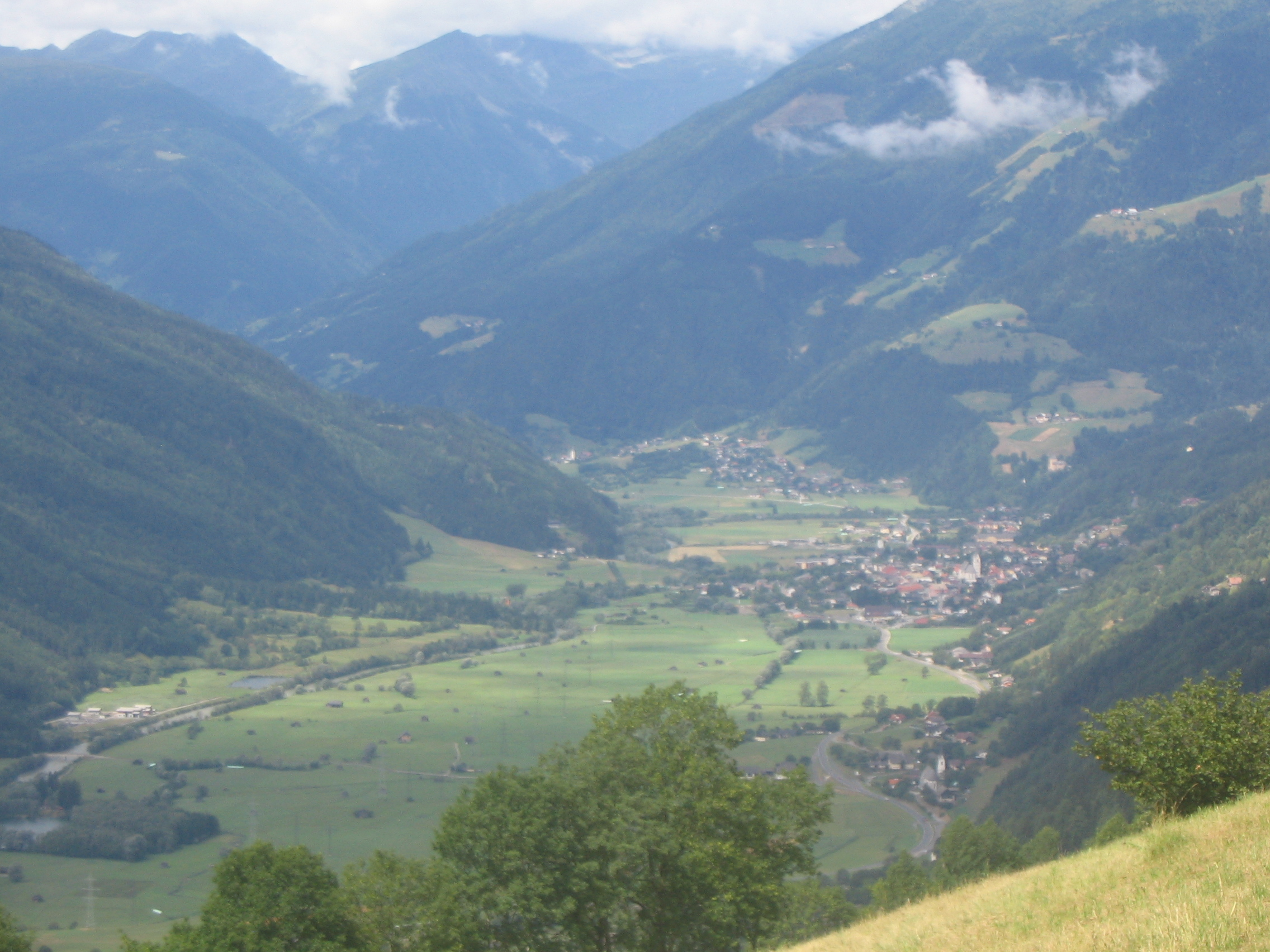

## Достопримечательности
- Гроппенштайн — средневековый каменный замок.

## Политическая ситуация
Бургомистр коммуны — др. Вильхельм Пахер (АНП) по результатам выборов 2003 года.
Совет представителей коммуны (нем. Gemeinderat) состоит из 15 мест.
- АНП занимает 9 мест.
- СДПА занимает 6 мест.
- АПС занимает 4 места.